# 观朝县
观朝县，中国旧县名。
1953年，观城县与朝城县合并为观朝县。属聊城专区。1956年，撤消观朝县建制，其辖区南部划入河南省范县，北部划归山东省莘县，东北部划归山东省寿张县。